# Unité urbaine de Chamonix-Mont-Blanc
L'unité urbaine de Chamonix-Mont-Blanc est une unité urbaine française centrée sur la commune de Chamonix-Mont-Blanc, dans le département de la Haute-Savoie en région Auvergne-Rhône-Alpes.

## Données générales
Dans le zonage réalisé par l'Insee en 2010, l'unité urbaine était composée de deux communes.
Dans le nouveau zonage réalisé en 2020, elle est composée des deux mêmes communes.
En 2022, avec 12 202 habitants, elle représente la 7e unité urbaine du département de Haute-Savoie.

## Composition de l'unité urbaine en 2020
Elle est composée des deux communes suivantes :
| Nom                                | Code Insee | Département  | Statut       | Superficie (km2) | Population (dernière pop. légale) | Densité (hab./km2) | Modifier                                    |
| ---------------------------------- | ---------- | ------------ | ------------ | ---------------- | --------------------------------- | ------------------ | ------------------------------------------- |
| Chamonix-Mont-Blanc (ville-centre) | 74056      | Haute-Savoie | ville-centre | 116,53           | 8 673 (2022)                      | 74                 | modifier les données · modifier les données |
| Les Houches                        | 74143      | Haute-Savoie | banlieue     | 43,07            | 3 529 (2022)                      | 82                 | modifier les données · modifier les données |

## Évolution démographique
| 1968  | 1975  | 1982   | 1990   | 1999   | 2009   | 2014   | 2020   |
| ----- | ----- | ------ | ------ | ------ | ------ | ------ | ------ |
| 8 988 | 9 867 | 10 512 | 11 648 | 12 536 | 12 106 | 11 939 | 11 821 |

#### Données générales
- Unité urbaine
- Aire d'attraction d'une ville
- Aire urbaine (France)
- Liste des unités urbaines de France

#### Données démographiques en rapport avec l'unité urbaine de Chamonix-Mont-Blanc
- Aire d'attraction de Chamonix-Mont-Blanc
- Arrondissement de Bonneville

#### Données démographiques en rapport avec la Haute-Savoie
- Démographie de la Haute-Savoie